# 久米南条郡
- 令制国一覧 > 山陽道 > 美作国 > 久米南条郡
- 日本 > 中国地方 > 岡山県 > 久米南条郡

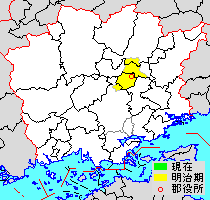
岡山県久米南条郡の位置

久米南条郡（くめなんじょうぐん）は、1900年まで岡山県（美作国）にあった郡。

## 郡域
1878年（明治11年）に行政区画として発足した当時の郡域は、下記の区域にあたる。
- 岡山市
  - 北区の一部（建部町福渡・建部町川口・建部町下神目・建部町豊楽寺）
- 久米郡久米南町の全域
- 久米郡美咲町の一部（吉井川以西かつ頼元、原田、越尾以東）
- 津山市の一部（吉井川以南のうち東部）

## 歴史
近世に久米郡が久米北条郡・久米南条郡に分割されて成立。それ以前は久米南郡とも呼称されることがあった。

### 近世以降の沿革
- 「旧高旧領取調帳」に記載されている明治初年時点での支配は以下の通り。（72村）

| 知行         | 知行                   | 村数 | 村名 |
| ------------ | ---------------------- | ---- | --- |
| 幕府領       | 龍野藩預地             | 28村 | 押淵村、大戸下村、小瀬村、久木村、藤原村、山之上村、大戸上村、福田村、羽出木村、山之城村、塩之内村、上二ヶ村、仏教寺村、下二ヶ村、下二ヶ山手村、泰山寺村、全間村、峠村、宮地村、京尾村、南畑村、安ヶ乢村、神目中村、別所村、下神目村、豊楽寺村、川口村、福渡村       |
| 藩領         | 下総古河藩             | 28村 | 種村、荒神山村、皿村、高尾村、越尾上村、越尾下村、栗子村、金堀村、新城村、原田東村、原田中村、原田西村、西幸村、頼元村、北庄山手下村、小原南村、小原北村、北庄山手上村、北庄里方村、南庄東村、南庄西村、上弓削村、下弓削村、西山寺村、松村、上籾村、上神目村、中籾村 |
| 藩領         | 美作津山藩             | 14村 | 中島村、暮田村、古城村東分、古城村西分、一方村、北村、井口村、大谷村、横山村、八出村、小桁村、塚角村、八神村、定宗村 |
| 藩領         | 古河藩・津山藩         | 1村  | 金屋村 |
| 幕府領・藩領 | 龍野藩預地・下総古河藩 | 1村  | 下籾村 |

- 慶應4年（1868年）5月 - 龍野藩預地が鶴田藩領となる。
- 明治4年
  - 7月14日（1871年8月29日） - 廃藩置県により、鶴田県、古河県、津山県の管轄となる。
  - 11月15日（1871年12月26日） - 第1次府県統合により、全域が北条県の管轄となる。
- 明治5年（1872年） - 以下の村の統合が行われる。（64村）
  - 越尾村 ← 越尾上村、越尾下村
  - 原田村 ← 原田東村、原田中村、原田西村
  - 北庄山手村 ← 北庄山手下村、北庄山手上村
  - 小原村 ← 小原南村、小原北村
  - 南庄村 ← 南庄東村、南庄西村
  - 古城村 ← 古城村東分、古城村西分
  - 八神村が塚角村に合併。
- 明治9年（1876年）
  - 4月18日 - 第2次府県統合により岡山県の管轄となる。
  - 暮田村・古城村が合併して平福村となる。（63村）
- 明治11年（1878年）9月29日 - 郡区町村編制法の岡山県での施行により、行政区画としての久米南条郡が発足。郡役所が下弓削村に設置。
- 明治19年（1886年） - 塚角村の一部が分立して八神村となる。（64村）
- 明治22年（1889年）6月1日 - 町村制の施行により、以下の各村が発足。（11村）
  - 弓削村 ← 下弓削村、上弓削村、西山寺村、松村、塩之内村、羽出木村（現・久米郡久米南町）
  - 吉岡村 ← 大戸下村、大戸上村、定宗村、山之上村、藤原村、久木村、小瀬村、栗子村、塚角村、八神村（現・久米郡美咲町）
  - 福岡村 ← 横山村、八出村、小桁村、金屋村、荒神山村、種村、押淵村（現・津山市）
  - 佐良山村 ← 大谷村、井口村、北村、一方村、中島村、平福村、皿村、高尾村、福田村（現・津山市）
  - 豊岡村 ← 原田村、越尾村、新城村、金堀村（現・久米郡美咲町）
  - 稲岡北村 ← 小原村、西幸村、頼元村、山之城村（現・久米郡美咲町）
  - 稲岡南村 ← 北庄里方村、北庄山手村、南庄村（現・久米郡久米南町）
  - 龍川村 ← 上二ヶ村、下二ヶ村、仏教寺村、全間村、泰山寺村（現・久米郡久米南町）
  - 龍山村 ← 上籾村、中籾村、下籾村、別所村（現・久米郡久米南町）
  - 福渡村 ← 福渡村、川口村、下神目村、豊楽寺村（現・岡山市）
  - 神目村 ← 神目中村、上神目村、宮地村、下二ヶ山手村、峠村、京尾村、南畑村、安ヶ乢村（現・久米郡久米南町）
- 明治33年（1900年）4月1日 - 郡制の施行により、久米南条郡・久米北条郡の区域をもって久米郡が発足。同日久米南条郡廃止。

## 行政
歴代郡長
| 代 | 氏名 | 就任年月日                | 退任年月日                | 備考                                   |
| -- | ---- | ------------------------- | ------------------------- | -------------------------------------- |
| 1  |      | 明治11年（1878年）9月29日 |                           |                                        |
|    |      |                           | 明治33年（1900年）3月31日 | 久米北条郡との合併により久米南条郡廃止 |